# August Lieber (Maler)
August Lieber (* 29. November 1828 in Weimar; † 23. November 1850 ebenda) war ein deutscher Maler.

## Leben
Lieber war der Sohn des Landschaftsmalers, Restaurators und Professors an der Großherzoglich-Sächsischen Kunstschule Weimar Carl Wilhelm Lieber (1791–1861). Er war Schüler von Friedrich Preller dem Älteren an der Fürstlich freien Zeichenschule Weimar und wirkte als Aquarellist, Radierer und Holzschneider.
Werke (Auswahl)
- Selbstporträt: Brustbild in Mütze.[2]
- Direktor Barop in Keilhau, ca. 1846–1848, und dessen Ehefrau, je ein Brustbild. (Johannes Arnold Barop [1833–1911],[3] Emilie Dorothea [geborene Froebel])
- Herr Hartwig, Gärtner in Ettersberg, Brustbild.
- Hauptmann Kämpfer, Brustbild.[4]
- Direktor Middendorf in Keilhau, Brustbild.